# Завади (Остшешовський повіт)
Завади (пол. Zawady) — село в Польщі, у гміні Ґрабув-над-Просною Остшешовського повіту Великопольського воєводства.
У 1975-1998 роках село належало до Каліського воєводства.